# Ossa (Grækenland)
Ossa-bjerget (græsk: Όσσα), eller Kissavos (Κίσσαβος, fra sydslavisk kisha "vådt vejr, regn" ), er et bjerg i den regionale enhed Larissa i Thessalien iGrækenland. Det er 1.978 meter højt og ligger mellem Pelion mod syd og Olympen mod nord, adskilt fra sidstnævnte af Tempedalen.
I græsk mytologi siges det, at Aloadaes har forsøgt at stable Pelion oven på Mount Ossa i deres forsøg på at måle sig medOlympus.